# Konrad Rupff
Konrad Rupff auch  Conrad Rupzsch, Conrad Rupff, Ruppich, Rupsch (* um 1475 in Kahla; † Juli 1530 in Torgau oder Altenburg) war ein deutscher Sang- und Kapellmeister des Kurfürsten Friedrichs des Weisen. Mit Martin Luther und dem Kantor Johann Walter schuf er Kompositionen für den Gemeindegesang.

## Leben und Wirken
Rupff gehörte seit 1491 der Ende der 1480er Jahre gegründeten kursächsischen Hofkapelle an. Die Kurfürstenwürde lag zu dieser Zeit in der Ernestinischen Linie der Wettiner. Nach dem Tod Adams von Fulda, des Komponisten und Musiktheoretikers am Hof des Kurfürsten, 1505 übernahm Rupff dessen Amt. Im Jahr 1505 wurde Rupff zum Priester geweiht und erhielt ein Pfarrlehen an St. Margarethe in Kahla. Der genaue Zeitpunkt seiner Ernennung zum Hofkapellmeister von Altenburg-Weimar ist nicht bekannt, jedoch ist belegt, dass er als solcher 1517 Johann Walter, der ebenfalls aus Kahla stammte, zum Bassisten der Hofkapelle berief. 
Im Jahr 1514 wurde Georg Spalatin zum Hofkaplan ernannt und war damit unmittelbarer Vorgesetzter von Rupff. Rupff kam in direkten Kontakt mit der Wittenberger Bewegung, dabei lernte er 1520 Andreas Bodenstein kennen. Im Jahr 1522 heiratete er Ell von Dohlenstein, die Tochter eines kurfürstlichen Heerpaukers oder Heertrompeters.
Kurz vor seinem Tod 1525 äußerte sich Friedrich der Weise zu einer Neugestaltung der deutschen Gottesdienstordnung bzw. der deutschen Messe. Für die musikalische Ausarbeitung erbat sich Luther Johann Walter und Konrad Rupff nach Wittenberg. Mit ihnen wollte Luther laut einem Bericht von Johann Walter über Musik und die Natur der acht gregorianischen Psalmtöne sprechen. Luther habe die Musik für die Episteln und Evangelien vorbereitet, ebenso für die Einsetzungsworte des Abendmahls. Auch habe er die Kompositionen selbst vorgesungen und um die Meinung der Musiker gefragt. Die Runde arbeitete in Wittenberg etwa drei Wochen.
Beide Musiker äußerten sich dabei hoch erfreut über die musikalische Bildung Luthers. Am Freitag, dem 29. Oktober 1525, wurde als Ergebnis in Wittenberg in der Pfarrkirche die „Deutsche Messe“ gesungen, die Fertigstellung des Drucks erfolgte 1526.
Verschiedene Schriftstücke bezeugen seine Fürsorglichkeit für die ihm Untergebenen. Bereits vor der Auflösung der Kapelle durch Johann den Beständigen im Jahr 1526 hatte Rupsch, offenbar wegen der schlechten Besetzung der Kapelle, um seine Entlassung gebeten.

## Werke (Auswahl)
- Haec dicit Dominus (1538)
- Cognoscimus Domine quia peccavimus II: Vita nostra in dolore suspirat in D-Rp B 220–22.
- Maria salve virginum tu virgo gloriosa D-LEu 1494 (Apel-Codex; Motet in EDM, 1. Ser., Xxxiii, 1956)